# Kościół Najświętszej Maryi Panny Matki Kościoła i św. Andrzeja Apostoła w Strzmielach
Kościół Najświętszej Maryi Panny Matki Kościoła i świętego Andrzeja Apostoła – rzymskokatolicki kościół filialny należący do parafii Najświętszego Serca Jezusowego w Łobzie (dekanat Łobez archidiecezji szczecińsko-kamieńskiej).
Obecna świątynia została wzniesiona w 1722 roku. Taka data jest umieszczona na polichromii nad portalem. Po zakończeniu II wojny światowej była czynna, od 1953 roku postępowała jej dewastacja. Od 1956 roku świątynia była owczarnią, następnie popadła w ruinę. W 1992 roku ksiądz proboszcz Wacław Pławski rozpoczął odbudowę kościoła, polegającą na rekonstrukcji. Świątynia została wybudowana z cegły na planie prostokąta, jest orientowana i zamknięta pięciobocznie; od zachodu jest umieszczona wieża na planie ośmiokąta, nakryta dachem namiotowym, nawę nakrywa dach dwuspadowy; od strony południowej znajduje się portal w stylu barokowym.